# هانس ولف
هانس ولف (انگلیسی: Hannes Wolf؛ زادهٔ ۱۶ آوریل ۱۹۹۹) بازیکن فوتبال اهل اتریش است.
از باشگاه‌هایی که در آن بازی کرده‌است می‌توان به باشگاه فوتبال ردبول زالتسبورگ و باشگاه فوتبال لایپزیگ اشاره کرد.
وی همچنین در تیم‌های ملی فوتبال اتریش و زیر ۲۱ سال اتریش بازی کرده‌است.

## عملکرد باشگاهی

### لایپزیگ
در ۲۳ ژانویه ۲۰۱۹، ردبول سالزبورگ اعلام کرد که آنها از فصل آینده ۲۰۱۹/۲۰، ولف را به لایپزیگ فروخته‌اند. ولف یک قرارداد ۵ ساله با این باشگاه به ثبت رساند. مدت کوتاهی پس از ورودش به لایپزیگ، ولف دچار شکستگی وحشتناکی از ناحیه پا برای زیر ۲۱ سال اتریش در مسابقات قهرمانی زیر ۲۱ سال اروپا در ژوئن ۲۰۱۹ شد، پس از اینکه در پیروزی ۲–۰ به تیمش کمک کرد.

## افتخارات

#### ردبول سالزبورگ
- لیگ جوانان یوفا:۱۷–۲۰۱۶